# Zapora Danjiangkou
Zapora Danjiangkou (chiń. 丹江口大坝; pinyin Dānjiāngkǒu Dàbà) – zapora i elektrownia wodna na rzece Han Shui (dopływ Jangcy) w Chinach.
Zapora została wybudowana w latach 1958-1973. W chwili oddania do użytku stanowiła jeden z największych obiektów tego rodzaju w Azji. 
Długość zapory wynosi 2494 metry, zaś jej średnia wysokość 111,6 metrów. W ostatnich latach chińskie władze rozpoczęły gruntowną przebudowę obiektu, mającą na celu zwiększenie jego wysokości i maksymalizację wydajności energetycznej. Aktualna moc hydroelektrowni wynosi 900 MW. 
Konsekwencją powstania zapory stało się przesiedlenie 383 tysięcy okolicznych mieszkańców.